# Dario Moreno
Dario Moreno, nome artístico de David Arugete (Aidim, 3 de Abril de 1921 – 1° de Dezembro de 1968), foi um cantor, poliglota, compositor, pianista, guitarrista e ator turco-judaico.

## Biografia
Dario Moreno nasceu em uma família turco-judaica. Ele ficou órfão na infância quando seu pai, que trabalhava em uma estação ferroviária em Aidim, foi morto a tiros em circunstâncias trágicas. Ele foi colocado no orfanato sefardita de Esmirna (Nido De Guerfanos) por sua mãe e lá permaneceu até os quatro anos.
Sua casa em Esmirna fica numa rua que hoje leva seu nome, ao pé do famoso asansör (elevador) público.
Filho de pai turco, e mãe mexicana, ambos de fé judaica sefardita e de língua materna espanhola, Dario Moreno começou sua carreira como cantor muito jovem, cantando em bar mitzvahs e na sinagoga de Esmirna. Aos 20, ele já havia se tornado um cantor conhecido em Esmirna, especialmente entre a comunidade judaica.
Sua carreira ocorreu simultaneamente na Turquia e na França. Poliglota, obteve grande sucesso nos países de língua francesa, do início dos anos 1950 ao final dos anos 1960, interpretando papéis de operetas e inúmeras canções latino-americanas.
Ele fez sucesso em países lusófonos com interpretações de músicas brasileiras como Si tu vas à Rio (Madureira Chorou) em 1958 ou Mulata Ye Ye em 1965. Durante toda a sua vida, Dario Moreno manteve a Turquia em seu coração e gravou vários discos em turco .
Em 1 de dezembro de 1968, Dario Moreno morreu de uma hemorragia cerebral no aeroporto de Istambul, antes de seu avião decolar (ou, segundo outras fontes, de infarto do miocárdio, em um taxi indo em direção ao aeroporto). Ele foi enterrado em Holon em Israel.

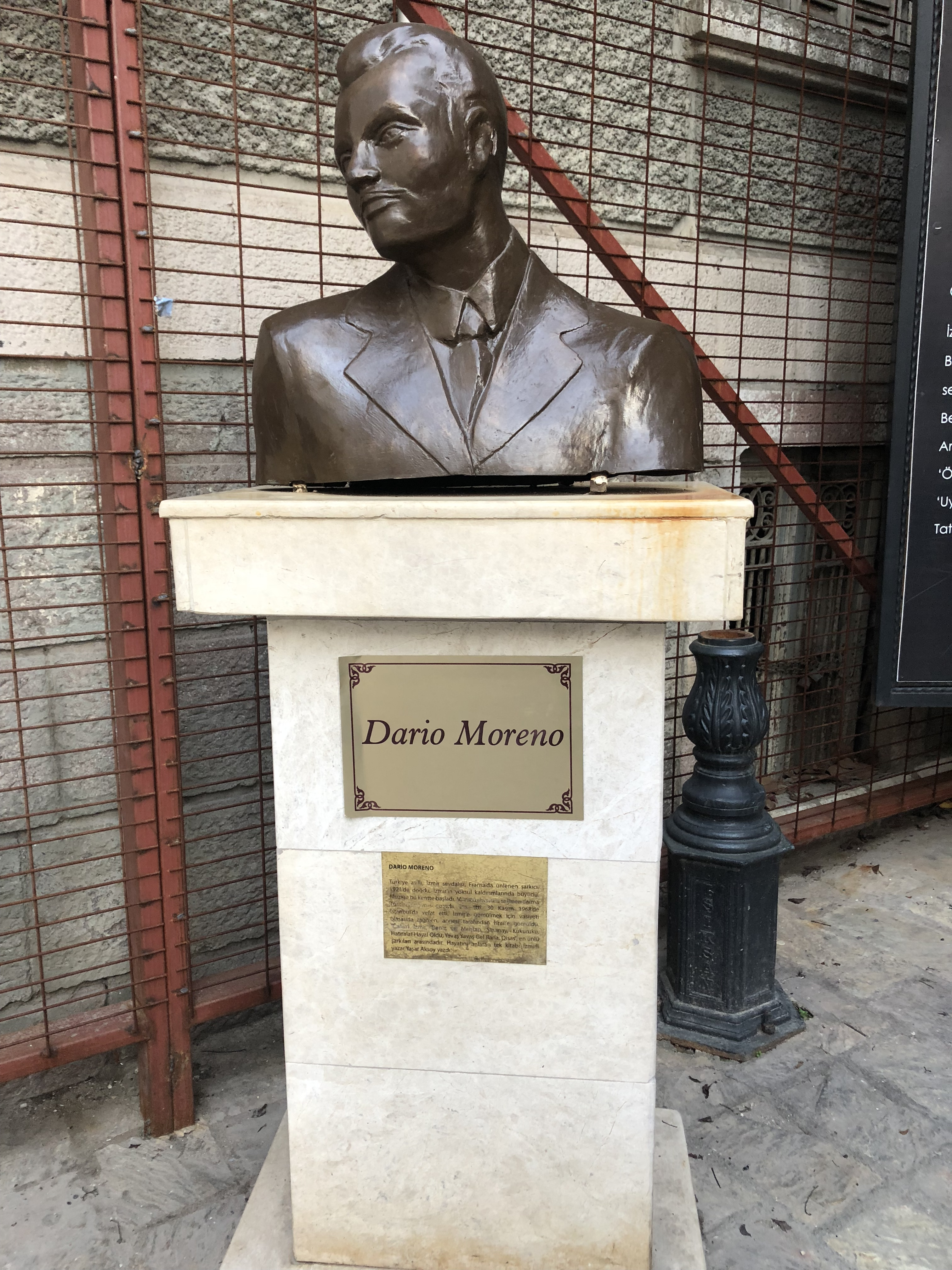
Busto de Dario Moreno na entrada da Rua Dario-Moreno em Esmirna, Turquia.

## Canções Notórias
- Viens ! (1953)
- Istanbul (1954)
- Air du Brésilien (1956)
- Si tu vas à Rio (1958)
- Tout l'amour (1959)
- Quizas quizas quizas (1963)